# Totmannanker

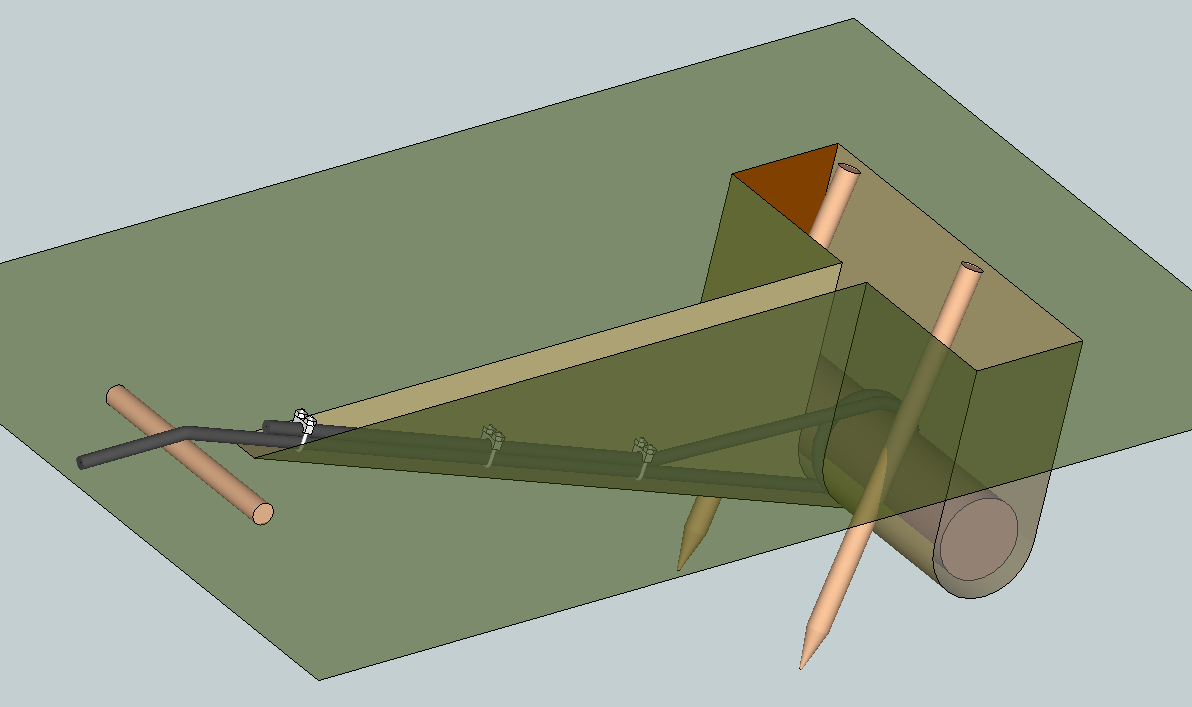
Toter Mann (nach Feydt, "Bergung und Rettung")

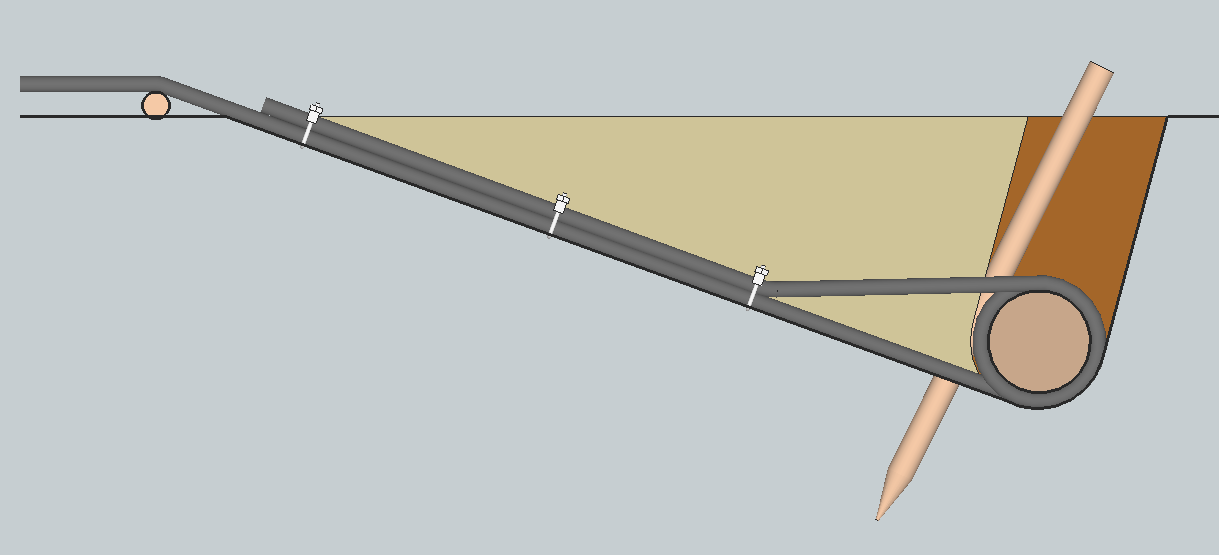
Toter Mann (Schnittdarstellung) (nach Feydt, "Bergung und Rettung")

Der Totmannanker (auch Erdanker Toter Mann) ist ein Begriff aus der Seilbahntechnik und des Heers (vor allem Pioniere) sowie des Katastrophenschutzes (Bergungsdienst/Rettungsdienst). 
Der Totmannanker ist eine besondere Form des improvisierten Bodenankers. Der Begriff „Anker“ bezeichnet in diesen Bereichen Befestigungstechnik für Seile, die unter Spannung stehen und großen Zuglasten widerstehen müssen. So gibt es „Bodenanker“, „Felsanker“, „Baumanker“ und ähnliches. Muss nun ein Seil verankert werden und steht für diese Verankerung kein geeigneter Ankerpunkt zur Verfügung, so kann man den Totmannanker einsetzen. 
Dabei wird eine 2 bis 3 Meter lange schmale Grube im Boden ausgehoben (ähnlich einem Grab), je nach aufzunehmender Zuglast 1–3 Meter tief, die Totmanngrube. In der Mitte dieser Grube wird sodann im rechten Winkel ein sehr schmaler Seilschacht ausgehoben, wobei der Boden dieses Schachtes vom Boden der zuvor gegrabenen Grube stetig im Winkel des zukünftig abzuspannenden Seiles bis zur Erdoberfläche steigt. Sodann wird ein Baumstück in der Länge der Totmanngrube mit einem entsprechenden Durchmesser (je nach aufzunehmender Zuglast des abzuspannenden Seiles, für größere Lasten min. 20 cm) in der Totmanngrube versenkt. Zuvor wird diesem Baumstück allerdings das abzuspannende Seil umgelegt und mittels Seilklemmen fixiert. Sind Baumstamm und Seil versenkt und verläuft das Seil sauber im zuvor ausgehobenen Seilschacht, werden die Totmanngrube sowie der Seilschacht mit dem zuvor ausgehobenen Erdreich wieder verfüllt. Die gesamte Prozedur ähnelt einer Beerdigung – daher der Begriff Totmannanker.
Solche Anker können – unter Einschränkungen der jeweiligen Festigkeit des Bodens – enorme Zugkräfte aufnehmen und werden dort verwendet, wo andere Möglichkeiten der Seilverankerung aufgrund fehlender Bäume, Felsen usw. nicht gegeben sind. Anzumerken ist noch, dass diese Art der Verankerung eine Form der temporären Verankerung ist, da im Laufe der Zeit die eingegrabenen Teile des Seiles sowie des Baumstammes ihre statische Festigkeit aufgrund von Korrosions- und Verrottungsvorgängen verlieren. Anwendungsbeispiele sind: Holzbringung im Gebirge mittels Seilkrantechnik, oder Fahrzeugrettung durch Seilwinden, Verankerung von Slacklines.
Stehen keine Bäume in der entsprechenden Dimension, an denen das Seil fest gemacht werden kann, zur Verfügung, so kann man sich auch durch Vergraben eines Bündels mehrerer dünnerer Äste, eines kleineren geeigneten Felsbrockens, oder kurzfristig eines Reserverades und ähnlicher vorhandener Objekte behelfen. Bei kleineren Lasten kann sogar die verwendete Schaufel (sofern sie einen stabilen Stiel aufweist) verwendet werden. 
Die Methode ist auch in Schnee anwendbar, für die kurzfristiger Sicherung und Notfallbergung im Alpinismus wird hier typischerweise der Eispickel verwendet. Siehe dazu T-Anker (Toter Mann).